# T-glottalisatie
T-glottalisatie is het uitspreken van het foneem /t/ als de glottaal [ʔ]. Dit verschijnsel kenmerkt met name bijna alle variëteiten van het Engels.
Het verschijnsel werd voor het eerst opgemerkt in de 19e eeuw, in Schotland door Henry Sweet. Volgens David Crystal kan het worden gehoord in het RP zoals dat wordt gesproken door onder andere Bertrand Russell en Ellen Terry. Volgens het English Pronouncing Dictionary komt t-glottalisatie tegenwoordig het meest voor in en rondom Londen, Leeds, Edinburgh en Glasgow.

## Voorbeelden
In RP kan /t/ voor een medeklinker worden uitgesproken als een glottaal. Dit levert uitspraken op als:
- not now ("niet nu") - [nɒʔ naʊ]?
- department ("afdeling") - [dəpɑ:ʔmɪnt]?
- lighthouse ("vuurtoren) - [laɪʔhaʊs]?

Bij jongere sprekers van RP kan t-glottalisatie ook worden gehoord voor klinkers aan het einde van woorden of helemaal aan het einde van woorden:
- pick it up ("oppikken") - [pɪk ɪʔ ʌp]?
- Let's start ("Laten we beginnen") [lɛts stɑ:ʔ]? or [lɛs stɑ:ʔ]? or [lɛʔs stɑ:ʔ]?
- what ("wat") - [wɔʔ]?
- but ("maar") - [bʌʔ]?
- get ("krijgen/worden")- [gɛʔ]?
- foot ("voet) - [fʊʔ]?

In veel dialecten van het in Engeland gesproken Engels worden "t"'s tussen twee klinkers uitgesproken als [ʔ]. In het Cockney is dit een algemene regel. Dit levert onder meer de volgende uitspraken op:
- batter ("slaan") - [bæʔə]?
- better ("beter") - [bɛʔə]?
- beater ("eierklopper")- [biʔə]?
- biter ("bijter") - [baɪʔə]?
- bitter ("bitter")- [bɪʔə]?
- boater - ("schipper") - [bəʊʔə]?
- butter ("boter") - [bʌʔə]?
- betting ("weddende")- [bɛʔɪn]?
- Betty (eigennaam; id.)- [bɛʔi]?
- pity ("medelijden/jammer")- [pɪʔi]?

## Ontwikkeling en spreiding
Vermoedelijk onder invloed van het Cockney en de straattaal van de arbeidersklasse vindt t-glottalisatie steeds vaker plaats in het RP; het Engels van prins Harry wordt bijvoorbeeld mede hierdoor gekenmerkt. 
Daarnaast kan het verschijnsel worden waargenomen in sommige varianten van het Amerikaans Engels, in het bijzonder in het westelijk deel van Colorado.